# Steve Howe

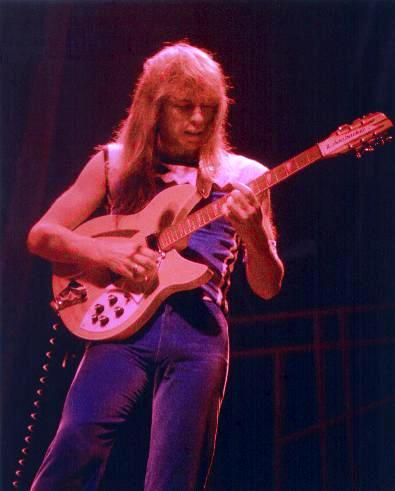
Steve Howe (1977)

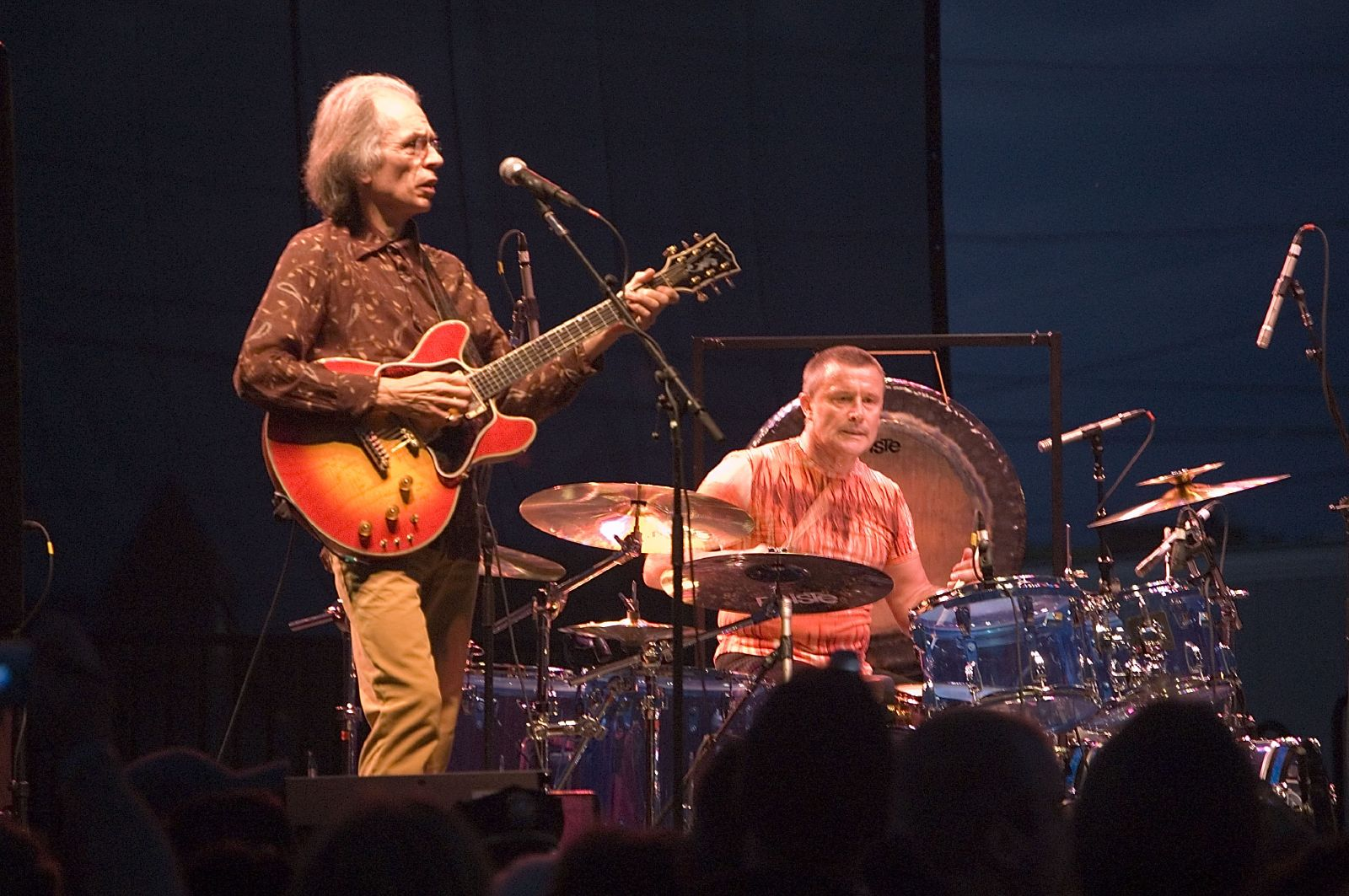
In 2006 bij Asia (rechts: Carl Palmer)

Steve Howe, geboren als Stephen James Howe (Holloway, 8 april 1947) is een Brits gitarist. Hij is een rock-gitarist die zowel akoestische als elektrische gitaren bespeelt, en het meest bekend is van zijn werk met de symfonische rockgroep Yes. Andere groepen waarin Steve Howe heeft gespeeld zijn Tomorrow, Bodast, Asia en GTR. Bovendien heeft hij veel als gastgitarist opgetreden, zoals in het nummer "Innuendo" van Queen waarin hij een flamenco-solo speelt.
Op soloalbums wordt hij vaak begeleid door zijn zoon Dylan op drums, en een enkele keer door zijn zoon Virgil op keyboards. Op het album Elements uit 2003 heeft hij zelfs een band om zich heen gevormd, genaamd "Remedy". 

## Solo-discografie

### Studioalbums
- Beginnings (1975)
- The Steve Howe Album (1979)
- Turbulence (1991)
- The Grand Scheme of Things (1993)
- Quantum Guitar (1998)
- Portraits of Bob Dylan (1999)
- Natural Timbre (2001)
- Skyline (2002)
- Elements (2003)
- Spectrum (2005)

### Livealbums
- Not Necessarily Acoustic (1994)
- Pulling Strings (1999)

### Demo archieven
- Homebrew (1996)
- Homebrew 2 (2000)
- Homebrew 3 (2005)